# شاوكي
شاوكي عبارة عن قبيلة جرمانية قديمة عاشت في الأراضي المنخفضة بين نهري إمس وإلبه على كلا جانبي نهر فيسر وامتدت داخليًا وصولًا لفيسر العلوي. تدعى بالألمانية شاوكن وتسمياتها في اللغات المحلية مشابهة.